# Stockholm (2013)
Stockholm (bra: Estocolmo) é um filme espanhol de 2013, do gênero drama romântico, dirigido por Rodrigo Sorogoyen, com roteiro de Rodrigo Sorogoyen e Isabel Peña e estrelado por Javier Pereira e Aura Garrido. Foi lançado na Espanha em 8 de novembro de 2013.

## Elenco
- Javier Pereira como "ele"
- Aura Garrido [es] como "ela"
- Jesús Caba como amigo
- Susana Abaitua [es] como amiga 1
- Lorena Mateo [es] como amiga 2
- Miriam Marco como amiga 3
- Helena Sanchis-Guarner como mulher jovem
- Javier Santiago como homem jovem
- Daniel Jiménez como bêbado

## Recepção

### Resposta da crítica
No site agregador de críticas Rotten Tomatoes, 83% das 6 resenhas dos críticos são positivas, com uma classificação média de 6,8/10.

### Prêmios e indicações
- 2014 – Prêmio Goya
  - Melhor ator revelação a Javier Pereira[6]
  - Indicação de melhor atriz a Aura Garrido[7]
  - Indicação de melhor diretor revelação [es] a Rodrigo Sorogoyen